# العلاقات البنمية الفيجية
العلاقات البنمية الفيجية هي العلاقات الثنائية التي تجمع بين بنما وفيجي.

## مقارنة بين البلدين
هذه مقارنة عامة ومرجعية للدولتين:
| وجه المقارنة                                              | بنما                      | فيجي                                                                 |
| --------------------------------------------------------- | ------------------------- | -------------------------------------------------------------------- |
| المساحة (كم2)                                             | 74.18 ألف                 | 18.27 ألف                                                            |
| عدد السكان (نسمة)                                         | 4.10 مليون                | 915.30 ألف                                                           |
| الكثافة السكانية (ن./كم²)                                 | 55.27                     | 50.1                                                                 |
| العاصمة                                                   | بنما                      | سوفا                                                                 |
| اللغة الرسمية                                             | اللغة الإسبانية           | لغة إنجليزية، اللغة الفيجية، اللغة الفيجي الهندية، اللغة الهندستانية |
| العملة                                                    | بالبوا بنمي، دولار أمريكي | دولار فيجي                                                           |
| الناتج المحلي الإجمالي (بليون دولار)                      | 61.84 مليار               | 5.06 مليار                                                           |
| الناتج المحلي الإجمالي (تعادل القوة الشرائية) بليون دولار | 87.37 مليار               | 8.32 مليار                                                           |
| الناتج المحلي الإجمالي الاسمي للفرد دولار أمريكي          | 13.27 ألف                 | 4.96 ألف                                                             |
| الناتج المحلي الإجمالي للفرد دولار أمريكي                 | 20.89 ألف                 | 8.79 ألف                                                             |
| مؤشر التنمية البشرية                                      | 0.780                     | 0.727                                                                |
| رمز المكالمات الدولي                                      | +507                      | +679                                                                 |
| رمز الإنترنت                                              | .pa                       | .fj                                                                  |
| المنطقة الزمنية                                           | 00                        | ت ع م+12:00                                                          |

## منظمات دولية مشتركة
يشترك البلدان في عضوية مجموعة من المنظمات الدولية، منها:
| علم المنظمة | اسم المنظمة                               | تاريخ انضمام بنما | تاريخ انضمام فيجي |
| ----------- | ----------------------------------------- | ----------------- | ----------------- |
|             | يونسكو                                    | 10 يناير 1950     | 14 يوليو 1983     |
|             | مؤسسة التمويل الدولية                     | 20 يوليو 1956     | 12 يوليو 1979     |
|             | المركز الدولي لتسوية المنازعات الاستشارية | 8 مايو 1996       | 10 سبتمبر 1977    |
|             | منظمة حظر الأسلحة الكيميائية              | ?                 | ?                 |
|             | مؤسسة التنمية الدولية                     | 1 سبتمبر 1961     | 29 سبتمبر 1972    |
|             | منظمة التجارة العالمية                    | ?                 | ?                 |
|             | وكالة ضمان الاستثمار متعدد الأطراف        | 21 فبراير 1997    | 24 سبتمبر 1990    |
|             | الاتحاد البريدي العالمي                   | ?                 | ?                 |
|             | منظمة الشرطة الجنائية الدولية             | ?                 | ?                 |
|             | الأمم المتحدة                             | 13 نوفمبر 1945    | 13 أكتوبر 1970    |
|             | الاتحاد الدولي للاتصالات                  | 14 يوليو 1914     | 5 مايو 1971       |
|             | البنك الدولي للإنشاء والتعمير             | 14 مارس 1946      | 28 مايو 1971      |

## وصلات خارجية
- موقع وزارة الخارجية البنمية
- موقع وزارة الخارجية الفيجية